# Longueville (Manche)
Longueville is een gemeente in het Franse departement Manche (regio Normandië) en telt 530 inwoners (1999). De plaats maakt deel uit van het arrondissement Coutances.

## Geografie
De oppervlakte van Longueville bedraagt 4,1 km², de bevolkingsdichtheid is 129,3 inwoners per km².
De onderstaande kaart toont de ligging van Longueville (Manche) met de belangrijkste infrastructuur en aangrenzende gemeenten.

## Demografie
Onderstaande figuur toont het verloop van het inwonertal (bron: INSEE-tellingen).

1. ↑  Populations de référence 2022.